# Encrucijada (telenovela)
Encrucijada é uma telenovela mexicana, produzida pela Televisa e exibida em 1970 pelo El Canal de las Estrellas.

## Elenco
- Irán Eory - Susan Harrison
- Jacqueline Andere - Wendy Kepler
- Enrique Aguilar - Fred
- Liliana Durán - Lidia